# Grattacielo Italia
Il Grattacielo Italia (talvolta chiamato anche Palazzo Italia) è un edificio sito nel quartiere Europa di Roma.
Eretto nel 1960, è alto 71 m e costituisce la parte in affaccio su piazza Marconi del più ampio "complesso Italia" progettato da Luigi Mattioni.
La facciata è caratterizzata da un'alternanza tra lesene metalliche e pannelli oscuranti in alluminio.
Ristrutturato a fine anno 2015 con il nome commerciale di Palazzo Italia è composto di un piano terra, un piano ammezzato, diciotto piani fuori terra e due piani interrati per un totale di 16542 m² di ambienti adibiti a uso ufficio..
Dal 14 gennaio 2021 è sede della compagnia assicuratrice HDI Assicurazioni.
I piani più bassi sono occupati da altre aziende, tra le quali Artelia Italia al primo e secondo piano.